# Phalaborwa
Phalaborwa este un oraș din provincia Limpopo, Africa de Sud.